# کوه کوکشه
کوه کوکشه (به قزاقی: Mount Kokshe) یک کوه در قزاقستان است که در استان آق‌مولا واقع شده‌است. کوه کوکشه ۹۴۷ متر بالاتر از سطح دریا واقع شده‌است.